# Pico de São Tomé
Le pico de São Tomé est le point culminant de l'archipel de Sao Tomé-et-Principe situé dans le golfe de Guinée et l'un des sommets ultra-proéminents d'Afrique. D'une altitude de 2 024 mètres, il est situé sur l'île principale, celle de Sao Tomé. Il s'agit d'un volcan bouclier.